# Roderick Gordon
Roderick Gordon (november 1960) is een Brits jeugdboekenschrijver. Hij is de auteur van Tunnels, een boekenreeks die hij samen schreef met zijn vriend Brian Williams.

## Biografie
Gordon groeide op in Highgate, in Noord-Londen. Hij hield vooral van tekenen en schrijven, en studeerde aan de Hall School in Hampstead, waar hij zijn eerste korte schrijfwerk publiceerde in de schoolkrant. Hij speelde ook mee in verschillende soorten bands, en wilde graag acteur worden. Hij kwam echter in de City terecht, waar hij in de financiële wereld terechtkwam.
In 2004 besloot Gordon samen met zijn goede vriend Brian Williams om een filmscript te schrijven. Ze zagen hier echter al snel vanaf, en na de eerste suggestie van Gordons vrouw Sophie om een kinderboek te schrijven, begonnen ze aan een nieuw project.
Gordon is altijd in archeologie en paleontologie geïnteresseerd geweest. Een van zijn voorouders was William Buckland, zijn over-over-grootvader, die bekendstaat als de 'voorvader van de geologie'. Ook stamt hij af van R.D. Blackmore en Matthew Arnold. Geïnspireerd door hun gedeelde interesses en hun voorouders ontstond uiteindelijk het idee voor het schrijven van Tunnels, het eerste boek in de gelijknamige serie over de veertienjarige Will Burrows. Toen het boek af was, heette het echter nog geen Tunnels, maar The Highfield Mole. Het boek werd 'ontdekt' door Barry Cunningham, dezelfde man die de Harry Potter-boeken 'ontdekte'. In juli 2007 publiceerde Chicken House The Highfield Mole opnieuw, ditmaal onder de nieuwe titel Tunnels.
Na interesse vanuit de media werd Tunnels bekender, en er werd besloten om het boek in 40 talen te vertalen, in een oplage van meer dan een miljoen in totaal. Zowel Tunnels als het vervolgdeel Dieper bereikten de New York Times-bestsellerslijst. Tunnels was ook de finalist in het TV Channel programma "Richard & Judy Best Kids Book's Ever (11+)". Kort na de herpublicatie werden de filmrechten verworven door het Amerikaanse bedrijf Relativity Media, tijdens een miljoenendeal. 
Tunnels werd opgevolgd door vijf titels: Dieper (2008), Vrije Val (2009), Dichtbij (2010) en Draaikolk (2011). Het laatste deel, Terminal, is verschenen in Engeland in 2013 en kwam in België en Nederland uit in januari 2014.
Roderick Gordon woont samen met zijn vrouw en twee zoons in North Norfolk.

## Boeken
In de Tunnels-serie
- Tunnels (2007), vertaald 2008[1]
- Dieper (2008), vertaald 2009
- Vrije Val (2009), vertaald 2010
- Dichtbij (2010), vertaald 2011
- Draaikolk (2011), vertaald 2012
- Bestemming (2013), vertaald 2013